# Timequest
Timequest è un'avventura testuale pubblicata nel 1991 per MS-DOS da MicroProse negli Stati Uniti d'America e da Mindscape in Europa. Il videogioco ha ottenuto alcuni premi, ed è stato ripubblicato sui principali store digitali da Ziggurat.

## Trama
Il protagonista è un viaggiatore del tempo proveniente dalla fine del XXI secolo, che deve visitare diverse epoche per annullare gli effetti delle azioni apportate da un altro crononauta, il tenente Zeke S. Vettenmyer, che vuole modificare il corso degli eventi storiche. In Timequest il personaggio giocante incontrerà numerose personalità tra cui Giulio Cesare, Cleopatra, Napoleone Bonaparte, Winston Churchill, Benito Mussolini e Adolf Hitler.